# Gran Premio de Fráncfort 2018
La 56.ª edición de la clásica ciclista Gran Premio de Fráncfort (nombre oficial en alemán: Eschborn-Frankfurt Rund um den Finanzplatz) fue una carrera en Alemania que se celebró el 1 de mayo de 2018 con inicio en la ciudad de Eschborn y final en la ciudad de Fráncfort del Meno sobre un recorrido de 212,5 kilómetros.
La carrera hizo parte del UCI WorldTour 2018, calendario ciclístico de máximo nivel mundial, siendo la vigésima carrera de dicho circuito.
La carrera fue ganada por el corredor noruego Alexander Kristoff del equipo UAE Emirates, en segundo lugar Michael Matthews (Sunweb) y en tercer lugar Oliver Naesen (Ag2r La Mondiale).

## Recorrido
El recorrido es un poco diferente a la edición anterior con salida en la ciudad de Eschborn y llegada en la ciudad de Fráncfort del Meno sobre una distancia de 212,5 kilómetros, que incluye el paso por 10 cotas y más de 3500 metros de desnivel acumulado, retomando algunas de las escaladas históricas de la carrera como la ascensión al cerro de Ruppertshain con 1,3 kilómetros de longitud y 6,7 % de desnivel, donde los ciclistas tienen que pasar tres veces. Asimismo, la cota de Billtalhöhe regresa después de 7 años de ausencia y donde se subirá dos veces con 3,5 kilómetros de longitud y 8,4 % de desnivel. Otras cotas representativas también forman parte de la carrera como el ascenso al Feldberg de 10,8 kilómetros de longitud y 5 % de desnivel, y por último la super cota Mammolshain con 1 kilómetro al 23 % de desnivel máximo, donde los ciclistas suben cuatro veces, lo que a menudo desempeña un papel decisivo en la carrera.

## Equipos participantes
Tomaron parte en la carrera 21 equipos: 10 de categoría UCI WorldTeam; y 11 de categoría Profesional Continental. Formando así un pelotón de 146 ciclistas de los que acabaron 71. Los equipos participantes fueron:
| WorldTeams (10)- AG2R La Mondiale - Bahrain-Merida - Bora-Hansgrohe - Lotto Soudal - Quick-Step Floors - Katusha-Alpecin - Team Sunweb - Trek-Segafredo - UAE Team Emirates - Dimension Data Equipos continentales profesionales (11)- Cofidis, Solutions Crédits - Sport Vlaanderen-Baloise - Roompot-Nederlandse Loterij - Fortuneo-Samsic - Aqua Blue Sport - WB-Aqua Protect-Veranclassic - Nippo-Vini Fantini-Europa Ovini - Gazprom-RusVelo - Vérandas Willems-Crelan - Wanty-Groupe Gobert - CCC Sprandi Polkowice |
| |

## Clasificaciones finales
- Las clasificaciones finalizaron de la siguiente forma:[6]

### Clasificación general
| \| Clasificación general \| Clasificación general \| Clasificación general \| Clasificación general \| Clasificación general \| \| Ciclista \| Ciclista \| Equipo \| Tiempo \| \| \| --------------------- \| --------------------- \| ------------------------------- \| --------------------- \| --------------------- \| \| 1.º \| Alexander Kristoff \| UAE Team Emirates \| 5 h 13 min 25 s \| \| \| 2.º \| Michael Matthews \| Team Sunweb \| + 0 s \| \| \| 3.º \| Oliver Naesen \| AG2R La Mondiale \| + 0 s \| \| \| 4.º \| Andrea Pasqualon \| Wanty-Groupe Gobert \| + 1 s \| \| \| 5.º \| Sean De Bie \| Verandas Willems-Crelan \| + 1 s \| \| \| 6.º \| Grega Bole \| Bahrain-Merida \| + 1 s \| \| \| 7.º \| Sam Bennett \| Bora-Hansgrohe \| + 2 s \| \| \| 8.º \| Edvald Boasson Hagen \| Dimension Data \| + 2 s \| \| \| 9.º \| Jan Tratnik \| CCC Sprandi Polkowice \| + 2 s \| \| \| 10.º \| Juanjo Lobato \| Nippo-Vini Fantini-Europa Ovini \| + 2 s \| \| \| 11.º \| Pieter Vanspeybrouck \| Wanty-Groupe Gobert \| + 2 s \| \| \| 12.º \| Luka Pibernik \| Bahrain-Merida \| + 3 s \| \| \| 13.º \| Julien Simon \| Cofidis, Solutions Crédits \| + 3 s \| \| \| 14.º \| Rémy Mertz \| Lotto-Soudal \| + 3 s \| \| \| 15.º \| Kenneth Vanbilsen \| Cofidis, Solutions Crédits \| + 3 s \| \| |                      |                                 |                 |
| |                      |                                 |                 |
| Fuente: ProCyclingStats |                      |                                 |                 |
| Clasificación general |                      |                                 |                 |
| Ciclista | Ciclista             | Equipo                          | Tiempo          |
| 1.º | Alexander Kristoff   | UAE Team Emirates               | 5 h 13 min 25 s |
| 2.º | Michael Matthews     | Team Sunweb                     | + 0 s           |
| 3.º | Oliver Naesen        | AG2R La Mondiale                | + 0 s           |
| 4.º | Andrea Pasqualon     | Wanty-Groupe Gobert             | + 1 s           |
| 5.º | Sean De Bie          | Verandas Willems-Crelan         | + 1 s           |
| 6.º | Grega Bole           | Bahrain-Merida                  | + 1 s           |
| 7.º | Sam Bennett          | Bora-Hansgrohe                  | + 2 s           |
| 8.º | Edvald Boasson Hagen | Dimension Data                  | + 2 s           |
| 9.º | Jan Tratnik          | CCC Sprandi Polkowice           | + 2 s           |
| 10.º | Juanjo Lobato        | Nippo-Vini Fantini-Europa Ovini | + 2 s           |
| 11.º | Pieter Vanspeybrouck | Wanty-Groupe Gobert             | + 2 s           |
| 12.º | Luka Pibernik        | Bahrain-Merida                  | + 3 s           |
| 13.º | Julien Simon         | Cofidis, Solutions Crédits      | + 3 s           |
| 14.º | Rémy Mertz           | Lotto-Soudal                    | + 3 s           |
| 15.º | Kenneth Vanbilsen    | Cofidis, Solutions Crédits      | + 3 s           |

## UCI World Ranking
El Gran Premio de Fráncfort otorga puntos para el UCI WorldTour 2018 y el UCI World Ranking, este último para corredores de los equipos en las categorías UCI WorldTeam, Profesional Continental y Equipos Continentales. Las siguientes tablas muestran el baremo de puntuación y los 10 corredores que obtuvieron más puntos:
| Posición   | 1.º | 2.º | 3.º | 4.º | 5.º | 6.º | 7.º | 8.º | 9.º | 10.º | 11.º | 12.º | 13.º | 14.º | 15.º-20.º | 21.º-30.º | 31.º-50.º | 51.º-55.º | 56.º-60.º |
| Puntuación | 300 | 250 | 215 | 175 | 120 | 115 | 95  | 75  | 60  | 50   | 40   | 35   | 30   | 25   | 20        | 12        | 5         | 2         | 1         |

| Clasificación |                      |                                 |        |
| Posición      | Ciclista             | Equipo                          | Puntos |
| ------------- | -------------------- | ------------------------------- | ------ |
| 1.º           | Alexander Kristoff   | UAE Emirates                    | 300    |
| 2.º           | Michael Matthews     | Sunweb                          | 250    |
| 3.º           | Oliver Naesen        | Ag2r La Mondiale                | 215    |
| 4.º           | Andrea Pasqualon     | Wanty-Groupe Gobert             | 175    |
| 5.º           | Sean De Bie          | Vérandas Willems-Crelan         | 120    |
| 6.º           | Grega Bole           | Bahrain Merida                  | 115    |
| 7.º           | Sam Bennett          | Bora-Hansgrohe                  | 95     |
| 8.º           | Edvald Boasson Hagen | Dimension Data                  | 75     |
| 9.º           | Jan Tratnik          | CCC Sprandi Polkowice           | 60     |
| 10.º          | Juanjo Lobato        | Nippo-Vini Fantini-Europa Ovini | 50     |